# Pierre Rézeau
Ne doit pas être confondu avec Pierre Rezeau.
Pierre Rézeau, né en 1938 à Vouvant en Vendée, est un philologue français, lexicographe spécialiste notamment de parlers régionaux.

## Biographie
Il a été ordonné prêtre du diocèse de Luçon en 1966.
En 1969, il soutient à Strasbourg son doctorat sur Le Parler rural de Vouvant, publié en 1976.
Sa thèse d’État porte sur la prière en ancien français.
Il est directeur de recherche (aujourd'hui émérite) au CNRS. Son équipe nancéienne du CNRS a produit le « Trésor de la langue française ».
Il est un des deux présidents du conseil scientifique du Centre vendéen de recherches historiques.
Outre ses travaux d'érudition sur les patois et dialectes de l'Ouest de la France, il a écrit le Petit dictionnaire des chiffres en toutes lettres (Collection point-virgule) qui recense exhaustivement les expressions populaires basées sur la numération (tourner sur trois pattes,voir trente-six chandelles, s'emmerder comme quatre sous au fond de six poches,boire la "tisane des quatre chapeaux"..etc)
Le 1er janvier 2021 il est décoré de la légion d’honneur.